# Lluna blava

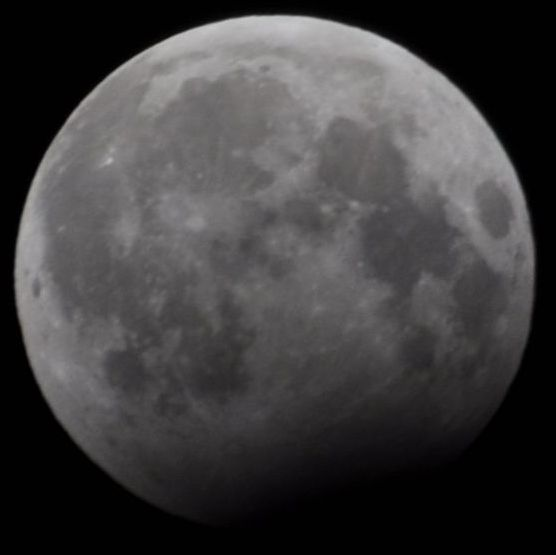
Lluna blava del 31 de desembre de 2009 amb un eclipsi de lluna parcial

Una lluna blava pot referir-se a dos fenòmens diferents. Per una banda, correspon a la segona lluna plena dins d'un mateix mes del calendari gregorià, és a dir, un any que tindria 13 llunes plenes en comptes de les 12 habituals o a la tercera lluna plena dins de la mateixa estació que en tingui quatre. Per altra banda, originalment, el terme es referia al quart pleniluni d'una estació qualsevol de l'any. El fenomen lluna blava cobrà popularitat quan es va produir dues vegades en el mateix any (gener i març) del 1999. Els mitjans de comunicació van ressenyar àmpliament l'esdeveniment, poc conegut fins llavors. El mes de febrer d'aquell any no es produí cap lluna plena. El terme lluna blava és un calc de l'expressió anglesa blue moon. El seu origen no és gaire clar. La primera vegada que apareix el terme és en un pamflet del 1528 contra el clergat britànic, titulat Rede Me and Be Not Wrothe: «Yf they say the mone is belewe / We must believe that it is true» («Si pretenen que la lluna és blava, ens ho hem de creure»).
Això no obstant, la traducció de l'anglès antic és ambigua, ja que la paraula de la qual deriva blava, belewe ("blue"), podia significar 'traïdor'. Al segle xviii, abans de la reforma del calendari gregorià, hi havia un desfasament entre les estacions i la lluna, i podia ser que la primavera hagués començat i hagués passat una lluna plena abans que el càlcul de la Pasqua posés la primera lluna de primavera.
Llavors, l'Església havia d'explicar si la lluna plena era la lluna de Pasqua de Resurrecció o una de falsa, que llavors anomenarien (belewe moon) lluna traïdora i, així, la gent hauria de continuar el dejú un altre mes seguint la quaresma.

## Freqüència

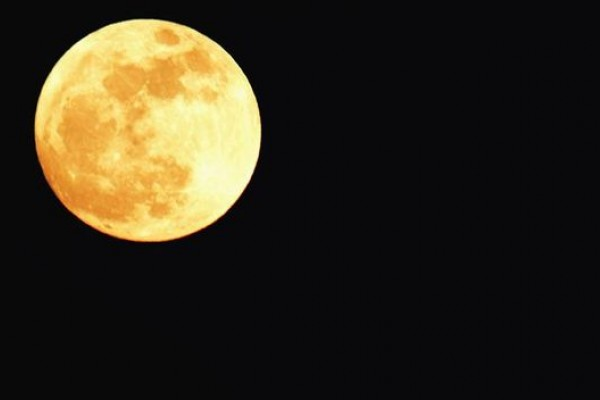
Lluna blava del 31 d'agost del 2012 vista des de Guayaquil, Equador

La durada entre dues llunes plenes consecutives és de 29,5 dies. Durant un any no de traspàs, es produeixen generalment 12 llunes plenes, aproximadament una per mes, però un any del calendari té uns 11 dies més que un cicle lunar de 12 llunacions. Aquests dies addicionals s'acumulen i, cada dos o tres anys (7 vegades d'un cicle metònic de 19 anys), es produeix una lluna plena addicional.
Hi ha dues llunes blaves en un mateix any entre tres i set vegades cada segle. Com que el mes de febrer és l'únic que té una durada inferior al cicle lunar, la primera sempre se'n produeix al gener, i la segona, en ordre decreixent de probabilitat, al març, abril o maig. Les darreres llunes blaves observades foren el dia 31 de desembre del 2009, coincidint amb un eclipsi parcial de lluna; el pleniluni previ va ser el dia 2 de desembre i a l'agost de 2012. Les següents llunes blaves es produiran al juliol 2015, gener i març del 2018, octubre del 2020, agost del 2023, maig del 2026, desembre 2028.

## Lluna literalment blava
També existeix una lluna blava en el seu sentit literal; es produeix quan la lluna sembla tenir un color blavós per a l'observador (i no necessàriament lluna plena) i és un esdeveniment molt poc comú. L'efecte és degut a partícules de pols o fum a l'atmosfera. Aquest fenomen fou observat amb els focs forestals de Suècia i el Canadà als anys 1950 i 1951,
i després de l'erupció del volcà Krakatau el 1883, quan la lluna mantingué un tint blavós durant quasi dos anys. També es veié lluna blava amb l'erupció del volcà mexicà El Chichón, amb el Saint Helens el 1980, i amb el Pinatubo el 1991.
El fenomen es produeix quan hi ha partícules en suspensió una mica més amples que la longitud d'ona de la llum vermella
(0,7 micròmetres) —i cap d'altres mesures. Aquest fenomen és rar, ja que els volcans i els focs forestals normalment alliberen barreges de partícules de moltes mesures, la major part d'aquestes més petites d'1 micròmetre, i tendeixen a dispersar la llum blava. Aquest tipus de núvols de cendra produeixen llunes vermelles, i és un fenomen força més comú.

## Cultura popular
Els barrufets tenen una relació molt estreta amb les nits de lluna blava, i és que és en aquestes nits que la cigonya duu un bebè barrufet al poblat. La història s'explica en El bebè barrufet.